# Teekyū
Teekyū (てーきゅう?) es un manga de comedia deportiva, publicado en Comic Earth Star, propiedad de Earth Star Entertainment, desde marzo de 2012. Su nombre es un juego de palabras con la palabra japonesa para el tenis, teikyū (庭球). Una adaptación al anime realizada por MAPPA comenzó a emitirse por Tokyo MX y Crunchyroll entre octubre y diciembre de 2012. Según Earth Star Entertainment, ésta es la adaptación de un manga a animé más rápida jamás hecha. Una segunda temporada fue anunciada y salió al aire en julio de 2013.

## Argumento
La serie sigue las locas historias (con una gran velocidad narrativa de no más de 2 minutos) de cuatro chicas del club de tenis del Instituto Kameido. Sin embargo, la historia rara vez tiene que ver con el Tenis y a menudo solo se enfoca en las travesuras de sus protagonistas, las cuales frecuentemente rompen cualquier lógica, a menudo con situaciones aleatorias y carentes de sentido que aparecen de la nada. Una particularidad de la serie de anime, es que varios de los episodios tienen nombres de películas con el agregado "y la Senpai", las cuales a menudo tienen que ver con la trama o un suceso dentro del episodio (Como en un episodio llamado "The Hangover with Senpai", en el cual se hace una parodia completa a la mencionada película).

## Personajes

### Principales
Yuri Oshimoto (押本 ゆり Oshimoto Yuri?)
Seiyū: Yui Watanabe
Yuri es la única miembro del club de tenis que realmente sabe jugar al tenis. Es la chica normal del grupo, quien siempre resulta impactada por el comportamiento y ocurrencias de sus compañeras del club. Tiene un hermano menor llamado Yota, el cual a menudo se le ve trabajando para la familia de Nasuno (en especial en la serie Spin Off).
Kanae Shinjō (新庄 かなえ Shinjō Kanae?)
Seiyū: Suzuko Mimori
Kanae es una estudiante de segundo año. Ella enloquece a Yuri por su carácter infantil e irreflexivo, pero sobre todo por hacer cosas que desafían las leyes de la lógica y la física, como hundirse en tierra firme o la división de sí misma en dos, a menudo volviendo loca a Yuri. En un episodio del anime se revela que ella fue quien atrajo a Yuri al club de Tennis.
Nasuno Takamiya (高宮 なすの Takamiya Nasuno?)
Seiyū: Kyōko Narumi
Nasuno proviene de una familia rica. Ingresa al Club de Tenis, a pesar de que no tiene idea de cómo jugar. No deja pasar oportunidad de lucir que es de familia muy adinerada, aunque en algunas ocasiones deja entrever una oculta tacañería. Piensa que todo se puede resolver con dinero. Es muy caprichosa y tiene extrañas ocurrencias, como broncearse bajo la lluvia usando aceite vegetal de alta calidad. Ella es la protagonista de su propia serie spin off junto a su familia y Yota.
Marimo Bandō (坂東 まりも Bandō Marimo?)
Seiyū: Kana Hanazawa
Estudiante de segundo año. Sexualmente depravada, suele toquetear a sus amigas (sobre todo a Yuri), además de robar y comer la ropa interior de chicas. Ella tiene un carácter amable, a pesar de su falta de madurez y autocontrol. Resulta muy llamativa por ser de gran estatura, lo que sorprende o incluso asusta a otras personas. Su ausencia en los primeros capítulos se debió a que estaba arrestada por acoso sexual, además es sabido que está entre las criminales sexuales más buscadas del mundo.

### Secundarios
Udonko Kondo (近藤 うどん子 Kondō Udonko?)
Seiyū: Kaori Ishihara
Udonko es una compañera de clases de Yuri, quien trabaja en el periódico escolar. En un principio fue presentada como una tímida reportera, aunque con el paso de las temporadas su actitud se vio más parecida a la del resto de las chicas, a menudo siendo muy quisquillosa sobre ciertas cosas sin relevancia. Su familia posee un restaurante que además es una bolera.
Yota Oshimoto (押本 陽太 Oshimoto Yōta?)
Seiyū: Ryota Osaka
Yota es el hermano menor de Yuri. Nasuno lo contrata como su mayordomo en sus vacaciones, a menudo teniendo que llevar a cabo sus tareas y peticiones. A pesar de todo, su vida aparenta ser más normal que la de su hermana.
Annenkov Kondo (近藤 アネンコフ Kondō Anenkofu?)
Seiyū: Eri Kitamura
Annenkov es la hermana mayor de Udonko, la cual es una chica alta, rubia y piel bronceada, que trabaja como exorcista.
Tomarin (トマリン?)
Seiyū: Yui Ogura
Tomarin es una chica alienígena que vive con Marimo. Llegó a la Tierra luego de que su nave se estrellará por la falta de combustible. Desde entonces y como Marimo la encontró, ambas viven juntas. A pesar de que Tomarin es una chica de aspecto bastante tierno, su forma alienígena real es bastante aterradora.